# Gra w klasy (film)
Gra w klasy – amerykańska komedia sensacyjna z 1980 roku na podstawie powieści Briana Garfielda.

## Obsada
- Walter Matthau – Miles Kendig/James Butler/Pan Hannaway/Leonard Ross
- Glenda Jackson – Isobel von Schonenberg
- Sam Waterston – Joe Cutter
- Ned Beatty – Myerson
- Herbert Lom – Yaskov
- David Matthau – Ross
- George Baker – Westlake

## Nagrody i nominacje
Złote Globy 1980
- Najlepszy aktor w komedii/musicalu - Walter Matthau (nominacja)